# Église Antoine Chevrier de Strasbourg
L'église Antoine Chevrier est située place Nicolas Poussin dans le quartier de l'Elsau à Strasbourg.